# Festival Halleluya
O Festival Halleluya é um festival de música católica promovido pela Comunidade Católica Shalom, reconhecido como um dos maiores eventos do gênero na América Latina. Realizado anualmente desde 1997, tem sua edição principal em Fortaleza, Ceará, Brasil, onde atrai cerca de 1,2 milhão de pessoas ao longo de cinco dias, geralmente em julho. O evento combina apresentações de artistas católicos nacionais e internacionais com atividades de evangelização, esportes, artes e ações solidárias, sendo gratuito ao público.
Além de Fortaleza, o Halleluya ocorre em outras cidades brasileiras, como São Luís (Maranhão), Natal (Rio Grande do Norte), Teresina (Piauí), São Paulo e Rio de Janeiro), e em edições internacionais durante a Jornada Mundial da Juventude (JMJ) desde 2013.

## Histórico
O Festival Halleluya foi criado em 1997 pela Comunidade Católica Shalom em Fortaleza, como parte de sua missão de evangelizar jovens através das artes e da música. A primeira edição surgiu de forma modesta, mas rapidamente ganhou popularidade, tornando-se um marco da evangelização jovem no Brasil. Até 2024, a edição de Fortaleza alcançou sua 27ª realização, consolidando-se como o principal evento do gênero no país.
A expansão para outras cidades começou nos anos 2000, com edições locais adaptadas às realidades regionais. Desde 2013, o Halleluya também integra a programação da JMJ, tendo sido realizado em cidades como Rio de Janeiro (2013), Cracóvia (2016) e Panamá (2019), alcançando um público internacional. Durante a pandemia de COVID-19, em 2020 e 2021, o evento adotou formatos híbridos ou virtuais, retornando ao presencial em 2022.

## Estrutura
O festival ocorre em uma grande arena ao ar livre, geralmente o Condomínio Espiritual Uirapuru (CEU) em Fortaleza, com entrada gratuita. A estrutura inclui diversos espaços temáticos:
- Palco Principal: Apresentações de artistas como Rosa de Saron, Adriana Arydes e Missionário Shalom.
- Palco Alternativo: Shows menores e experimentais.
- Espaço Adventure: Atividades radicais como tirolesa e pista de skate e bike.
- Espaço da Misericórdia: Confissões e aconselhamento espiritual.
- Tenda Eletrônica: Música eletrônica cristã.
- Espaço Kids: Atividades para crianças.
- Espaço Games: Jogos eletrônicos e interativos.[1]

Lanchonetes espalhadas pelo local ajudam a custear o evento, que não cobra ingressos.

## Solidariedade
Desde 2008, o Halleluya mantém parceria com o Hemoce (Centro de Hematologia e Hemoterapia do Ceará), promovendo campanhas de doação de sangue e cadastro de doadores de medula óssea durante o evento. Além disso, arrecada cerca de três toneladas de alimentos não perecíveis por edição em Fortaleza, destinados a obras sociais da Comunidade Shalom e a comunidades carentes.

## Impacto cultural
O Halleluya destaca-se por atrair públicos diversos, incluindo jovens de diferentes estilos musicais e tribos urbanas, como skatistas e gamers, além de caravanas do interior do Ceará. Sociologicamente, é visto como uma extensão do carisma evangelizador da Comunidade Shalom, utilizando a cultura jovem contemporânea para transmitir valores cristãos. O evento também fomenta a cena musical católica brasileira, projetando artistas e bandas no cenário nacional.